# West Wittering
West Wittering est un village et une paroisse civile du Sussex de l'Ouest, en Angleterre. Il est situé dans le sud-ouest du comté, près de l'embouchure du havre de Chichester (en), sur la péninsule de Manhood. La ville de Chichester se situe à une dizaine de kilomètres au nord-est.
Administrativement, West Wittering relève du district de Chichester. Au recensement de 2011, la paroisse civile comptait 2 700 habitants.

## Toponymie
Le nom Wittering est d'origine vieil-anglaise et désigne littéralement la famille ou l'entourage d'un individu nommé Wihthere, avec le suffixe -ingas. Il désigne par extension l'endroit où ces gens se sont installés. Il est attesté sous la forme Wihttringes en 683.
L'élément West permet de distinguer ce village de son voisin East Wittering, situé à quelques kilomètres à l'est sur la côte de la Manche.

## Personnalités liées
- Le mécanicien Henry Royce (1863-1933) est mort à West Wittering.
- L'homme d'affaires Bevil Mabey (en) (1916-2010) est mort à West Wittering.
- Le footballeur Adam Webster (né en 1995) est né à West Wittering.